# Thomas Eakins
Thomas Cowperthwait Eakins (25. srpnja 1844. – 25. lipnja 1916.) bio je američki slikar, fotograf, kipar i likovni pedagog, poznat kao jedna od najvažnijih osoba američke umjetničke scene u drugoj polovici 19. stoljeća. 
Gotovo cijeli život je proveo u rodnoj Philadelphiji gdje je tijekom četrdesetogodišnje karijere portretirao gotovo sve svoje ugledne sugrađane. Ti portreti predstavljaju pregled intelektualnog života Philadelphije krajem 19. i početkom 20. st., a pojedinačno su detaljni prikazi mislilaca. Pored toga, portretiranje je obavljao u uredima, na ulicama, u prakovima, uz rijeke, u kirurškim dvoranama i dr. Na taj način je uspjevao naslikati svoje subjekte u okružju koje ga je najviše zanimalo, a to je akt ili figura u pokretu. Njegove figure su oblikovane punim svjetlom, dok je prostor dubok, ostvaren brojnim studijama perspektive.
Bio je jedan od prvih likovnih umjetnika koji se zanimao za fotografiju, te ju je koristio za studiranje pokreta, kao i ljudske anatomije. Bio je i važan nastavnik, koji je ostavio značajan utjecaj u američko slikasrtvo. No, sklonost slikanju aktova, pri čemu je i sam bio gol, često je uzrokovalo skandale, ali i optužbe o seksualnom zlostavljanju modela koje traju do današnjeg dana.
Kontroverzna osoba čiji je rad za njegova života službeno bio malo cijenjen, nakon smrti povjesničari umjetnosti ga slave kao najjačeg i najopsežnijeg realista u američkoj umjetnosti.
Život slikara opisan je u dokumentarnom filmu Thomas Eakins: prizori iz suvremenog života (2002.), autorice Glenn Holsten.
Sveučilište Thomas Jefferson je 2006. godine odlučilo prodati Eakinsovu sliku Klinika Gross iz 1875. Nacionalnoj galeriji u Washingtonu. No, Muzej umjetnosti Philadelphije je odlučio ponuditi više kako bi sliku zadržao u Philadelphiji, i 12. travnja 2007. kupio je sliku za rekordnih 68 milijuna $, što je najveća cijena za jedan američki portret.

## Poveznice
- Realizam

## Vanjske poveznice
- www.atelier-millet.fr Službene stranice radionice Jeana-Françoisa Milleta u Barbizonu.]